# Aventura e Ficção
Aventura e Ficção foi uma revista em quadrinhos no formato magazine publicada pela editora Abril entre setembro de 1986 e janeiro de 1990 (totalizando 21 edições). A revista era direcionada ao público adulto. Até a edição 14, publicava material originário da Marvel Comics. A partir da edição 15, passou a também publicar material da revista espanhola Cimoc, além de histórias inéditas de autores brasileiros, como Watson Portela, Mike Deodato Jr. e Mozart Couto.
A revista ganhou o Troféu HQ Mix de melhor revista de aventura e ficção em 1989 e 1990.